# Hällestads landskommun, Västergötland
Hällestads landskommun var en tidigare kommun i dåvarande Älvsborgs län.

## Administrativ historik
Kommunen bildades i Hällestads socken i Gäsene härad i Västergötland när 1862 års kommunalförordningar trädde i kraft.
Vid kommunreformen 1952 uppgick kommunen i Vilske landskommun som 1974 uppgick i Falköpings kommun.
År 1952 övergick området till Skaraborgs län.